# عفيف الدين عبد الرحيم خنجي
الشيخ عفيف الدين عبد السلام خُنجي العباسي الهاشمي (توفي 770 هـ / 1368 م) هو فقيه وقاضي قضاة مملكة هرمز، وهو ابن الشيخ والوليّ عبد السلام خنجي الذي اشتهر في منطقة خنج وبر فارس.
كان اسمه في البداية عبد الله وقد درس المراحل الابتدائية في قريته خنج ثم تغيَّر اسمُه إلى عبد الرحيم وتلقّب بعفيف الدين وقد أرسله والده إلى مصر -في عهد المماليك- حيث عكف على تحصيل علوم اللغة العربية والإسلامية في جامعة الأزهر ثم أدى حج بيت الله الحرام، وحينما عاد إلى خنج قابل توران شاه بن قطب الدين تهماتان سلطان مملكة هرمز، وتولّّى منصب قاضي القضاة بعد أن منحه والده إذنه، ثم أميراً للحج على موانئ الخليج العربي.
وقد أسس المدارس لتعليم العلوم الإسلامية واللغة العربيَّة، كما كان بنفسه يدرّس الطلاب، فكان شخصية متواضعة لا يلبس إلا الثياب البسيطة مهما أُعطي من هدايا وملابس ثمينة، وكان له باع في السياسة، وحينما اعترض عليه بعض العلماء، أجاب بأن التدخل في السياسة مشروع إذا كان في سبيل إزالة فساد المجتمع ومنع تجاوزات المسؤولين وإصلاح المجتمع وهداية الثائرين فهو أمر مشروع ومطلوب
عاش الشيخ عفيف الدين عبد الرحيم أربعاً وعشرين سنة بعد وفاة أبيه، وتوفي في مدينة شيراز ودُفن فيها سنة 770 هـ / 1368 أثناء قيامه بمهام بعثة سفارة ملك هرمُز إلى ملك فارِس ويتزامن ذلك مع فترة الملك المظفري شاه شجاع آنذاك.

## نسبه
هو عبد الرحيم بن الشیخ عبد السلام خنجي بن عباس بن إسماعيل بن حمزة بن أحمد بن محمد بن هارون بن مهدي بن مرشد بن محمود بن أحمد بن علي بن مبارك بن علي بن عبد السلام بن سعید بن عبد الرحمن بن طلحة بن أحمد بن إسماعيل بن سلیمان بن الأمير جعفر الأكبر بن الخليفة أبي جعفر المنصور بن الإمام محمد بن الإمام علي الساجد بن حبر الأمة عبد الله بن العباس بن عبدالمطلب الهاشمي القرشي.